# Nassfeld
Nassfeld ou Passo di Pramollo est un col ainsi qu'une grande station de ski, situés dans les Alpes carniques, dans le sud-ouest du Land de Carinthie en Autriche.
Le col de Nassfeld (en slovène : Mokrine ; en italien : Passo di Pramollo), situé dans les Alpes carniques, relie à une altitude de 1 530 mètres les vallées autrichienne de la Gail et italienne du val Canale (it). La route relie les localités de Tröpolach, un quartier de Hermagor-Pressegger See, en Autriche et de Pontebba en Italie.

## Le col

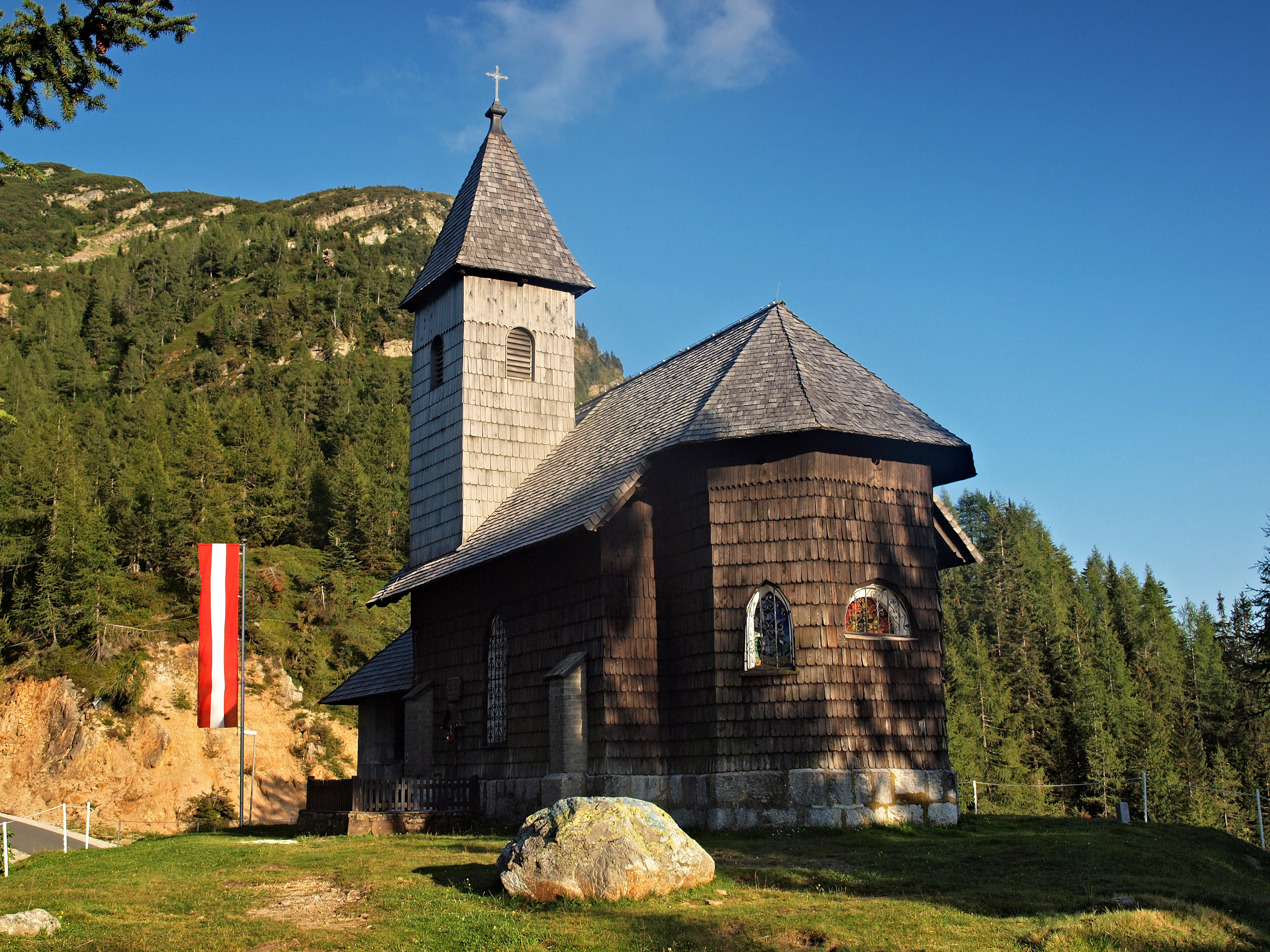
La chapelle au-dessus du col

Jusqu'au XVIe siècle, la route sur le Nassfeld était très fréquentée par des commerçants ; néanmoins, par la suite, elle a perdu de sa valeur au profit des cols voisins de Tarvisio et du Predil. Le tracé actuel fut construit au cours de la Première Guerre mondiale, lorsque le Nassfeld, comme le col du Monte Croce Carnico à l'ouest, était une section du Front italien (Gebirgskrieg). Au col, à quelques mètres au-dessus de la route, divers monuments ont été édifiés, notamment une petite chapelle aux toits et façades en bardeaux « à cheval » sur la ligne frontière.
La route menant au col est ouverte toute l'année depuis le versant autrichien. Le versant nord est nettement mieux aménagé que le versant italien, des difficultés géologiques et un coût rédhibitoire ayant conduit à l'abandon de tout projet visant à permettre l'ouverture du versant italien aussi en hiver.
Le col est voisin des sommets du Gartnerkofel (2 195 m), Rosskofel (2 239 m) et Trogkofel (2 280 m). Plusieurs sentiers de randonnées et aussi des vias ferratas mènent à travers le paysage de montagne.

## Domaine skiable
La plus grande station de ski de Carinthie a été aménagée à la hauteur du col. Avec 110 km de pistes, il s'agit de l'une des 20 plus grandes stations de ski d'Autriche, et selon le message officiel de la plus grande station du sud des Alpes. La station est très fréquentée, notamment les dimanches et en périodes de vacances scolaires. Il n'est pas rare que se forment des files d'attente de quelques minutes devant les remontées mécaniques.
La télécabine 15 places - dont la moitié de places assises - en trois tronçons Millenium Express relie le Madritsche (1 919 m) depuis la vallée. Elle est, selon la communication de la station, la plus longue télécabine des Alpes. De fait, la remontée jusqu'au sommet dure près de 17 minutes. Cette remontée mécanique ouvre dès 8 h 30, soit une demi-heure plus tôt que le reste du domaine. La station a investi dans un parc de télésièges modernes (presque tous débrayables), qui couvre la majorité du domaine. Le réseau de téléskis complète certes l'offre sans pour autant être nécessaire pour se déplacer entre les différents secteurs - seule exception : le Rudniggsattellifet double, qui est obligatoire pour le retour en vallée.
Le domaine skiable est composé de 4 secteurs distincts. Il conviendra parfaitement aux plus sportifs, car il est composé essentiellement de pistes de niveau de difficulté rouge. Vu le choix de pistes particulièrement vaste, les espaces pour débutants et les - courtes - pistes de niveau bleu sont proportionnellement limités. Les pistes les plus fréquentées sont celles situées à proximité immédiate du col. Les parties plus excentrées sont - relativement - plus calmes. Le retour en vallée est long et est rendu relativement malaisé par le fait que, depuis le col, il est nécessaire d'emprunter 3 remontées mécaniques. La descente Carnia-Abfahrt, qui part depuis le sommet de la télécabine Zweikofelbahn 1 822 m, permet un dénivelé total de près de 1 200 m sur une longueur de près de 7,6 km.
Le cadre environnant confère une atmosphère de haute montagne. L'altitude du domaine demeure cependant, avec un point culminant à tout juste 2 000 m, relativement faible. L'enneigement est toutefois suffisant, même pour le retour en vallée, et ce grâce au recours à un réseau d'enneigeurs bien développé. Le domaine étant situé en majeure partie au-delà de la limite de la forêt, les possibilités de ski hors pistes y sont très importantes (petites falaises, pentes accessibles par les remontées, ski entre les sapins, etc.).
Une piste de ski nocturne de 2,2 km - selon la station la plus longue des Alpes - a été équipée au niveau du premier tronçon du Millenium-Express. Cinq pistes de luge, ainsi que la possibilité de pratiquer le patin à glace sur le lac Pressegger See complètent l'offre de sports de glisse.
Un énorme parking gratuit est situé à quelques dizaines de mètres du pied du Millenium-Express. Un skibus gratuit relie les derniers mètres à intervalles très rapprochés.
Une particularité de la station sur lequel la station communique beaucoup, est la possibilité de faire affuter ses skis directement au sommet du domaine skiable en 10 minutes et pour un prix 2 à 3 fois inférieur au marché.
Un projet existe de relier le domaine skiable depuis le versant italien.
Depuis 2010, la « plus longue course de ski au monde » y est organisée, qui relie les extrémités du domaine, depuis le Gartnerkofel jusqu'au bas du domaine, temps de remontées inclus. La distance totale est de 32,2 km, et de 7 450 m de dénivelé.
La station est membre des regroupements de stations TopSkiPass Kärnten & Osttirol et Alpe-Adria Schipass.